# Unterseeboot 1171
L'Unterseeboot 1171 ou U-1171 est un sous-marin allemand (U-Boot) de type VIIC/41 utilisé par la Kriegsmarine pendant la Seconde Guerre mondiale.
Le sous-marin fut commandé le 16 juillet 1942 à Danzig (Danziger Werft), sa quille fut posée le 5 mai 1943, il fut lancé le 23 novembre 1943 et mis en service le 22 mars 1944, sous le commandement de l'Oberleutnant zur See Otto-Heinrich Nachtigall.
L'U-1171 n'a, ni coulé, ni endommagé de navire n'ayant pris part à aucune patrouille de guerre.
Il capitula à Stavanger en mai 1945. Transféré à la Royal Navy, il reprit le service jusqu'en 1949.

## Conception
Unterseeboot type VII, l'U-1171 avait un déplacement de 759 tonnes en surface et 860 tonnes en plongée. Il avait une longueur hors-tout de 67,20 m, un maître-bau de 6,20 m, une hauteur de 9,60 m et un tirant d'eau de 4,74 m. Le sous-marin était propulsé par deux hélices de 1,23 m, deux moteurs diesel Germaniawerft F46 de 6 cylindres en ligne de 1 400 ch à 470 tr/min, produisant un total de 2 060 à 2 350 kW en surface et de deux moteurs électriques Siemens-Schuckert GU 343/38-8 de 375 ch à 295 tr/min, produisant un total 550 kW, en plongée. Le sous-marin avait une vitesse en surface de 17,7 nœuds (32,8 km/h) et une vitesse de 7,6 nœuds (14,1 km/h) en plongée. Immergé, il avait un rayon d'action de 80 nautiques (150 km) à 4 nœuds (7,4 km/h; 4,6 milles par heure) et pouvait atteindre une profondeur de 230 m. En surface son rayon d'action était de 8 500 nautiques (soit 15 700 km) à 10 nœuds (19 km/h).
L'U-1171 était équipé de cinq tubes lance-torpilles de 53,3 cm (quatre montés à l'avant et un à l'arrière) et embarquait quatorze torpilles. Il était équipé d'un canon de 8,8 cm SK C/35 (220 coups), d'un canon de 20 mm Flak C30 en affût antiaérien et d'un canon 37 mm Flak en version LM 43U, doté d'un bouclier pliant court sur son Wintergarten supérieur. Il pouvait transporter 26 mines TMA ou 39 mines TMB. Son équipage comprenait 4 officiers et 40 à 56 sous-mariniers.

## Flak
L'installation LM 43U était le modèle final du canon de pont utilisé sur les sous-marins allemands. Ce modèle était une version amélioré du LM 42U.
Il a été installé sur les sous-marins U-249, U-826, U-977, U-1023, U-1171, U-1305 et U-1306.
Le canon 3,7 cm Flak M42U était la version navale du 3,7 cm Flak 36/37 utilisé par la Kriegsmarine sur les navires de surface et M42U sur les U-boots de type VII et de type IX. Ce dispositif était équipé de deux canons 2 cm Flak 30/38/Flakvierling doté d'un bouclier pliant court
fixé sur la partie supérieure du Wintergarten.
Le support M 43U a été utilisé sur un certain nombre de sous-marins (U-190, U-250, U-278, U-337, U-475, U-853, U-1058, U-1105, U-1109, U-1165 et U-1306).

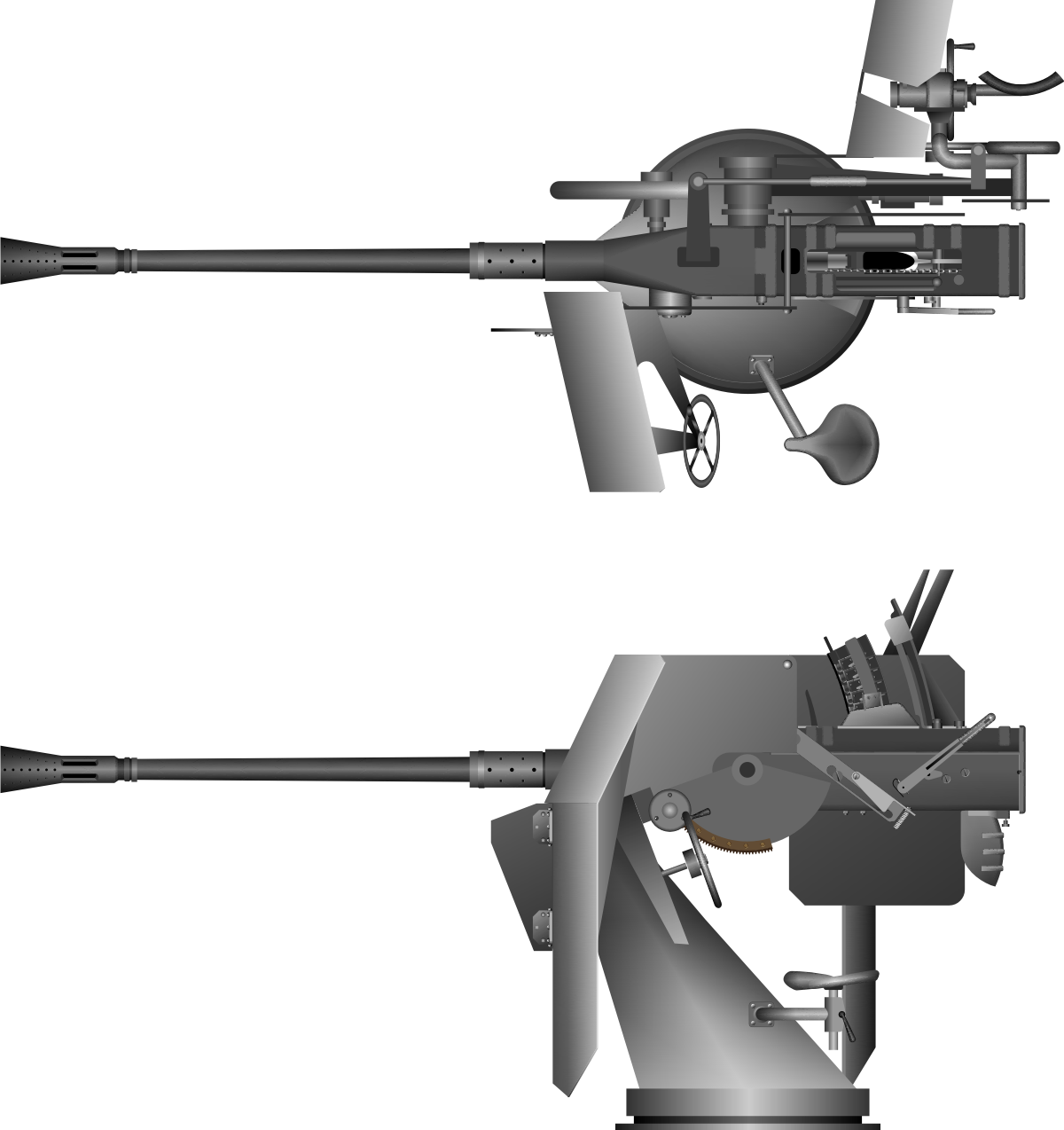
Canon 3,7 cm Flak M42U sur la version LM 43U.
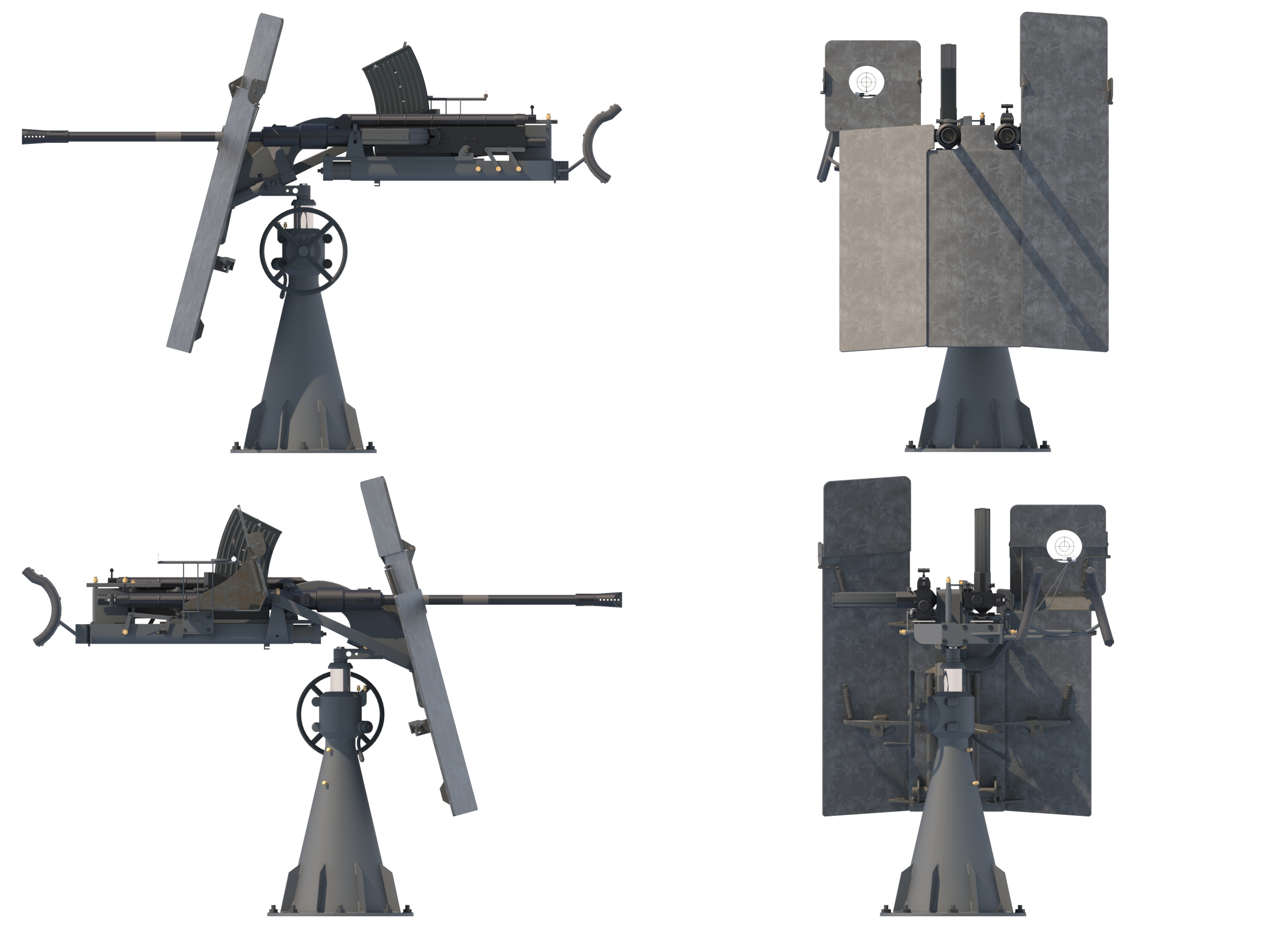
Canon 2 cm Flak C38 sur la version M 43U Zwilling doté d'un bouclier pliant court.

## Historique
L'U-1171 devait entrer en service le 12 janvier 1944, mais retourne aux chantiers de construction. Il est mis en service le 22 mars 1944.
L'U-1171 passe son temps d'entraînement initial à la 8. Unterseebootsflottille, basé à Gdańsk. Le 17 juillet 1944, le Commandant Otto-Heinrich Nachtigall est remplacé par l'inexpérimenté Oberleutnant zur See Hermann Koopmann. Face à l'avancée soviétique au début d'année 1945, le submersible achève son entraînement à Kiel.
À partir du 1er mars 1945, l'U-1171 intègre son unité de combat dans la 11. Unterseebootsflottille et opère à partir des ports norvégiens. Il quitte Kiel le 8 avril 1945 et arrive à Bergen le 12 avril. Une semaine plus tard, le 19 avril, il reprend la mer pour Stavanger, qu'il atteint le 23 avril 1945. Il reste dans ce port jusqu'à sa capitulation le 9 mai 1945.
Le 29 mai 1945, il appareille vers la zone de rassemblement de Lisahally, où il est mis a disposition pour l'opération alliéeDeadlight, de destruction massive d'U-Boote.
L'U-1171 est utilisé par la Royal Navy sous le nom de N-19 à partir du 3 février 1946.
Vendu pour sa démolition à la société British Iron and Steel Corporation, il est ferraillé à Sunderland en avril 1949.

## Affectations
- 8. Unterseebootsflottille du 22 mars 1944 au 28 février 1945 (Période de formation).
- 11. Unterseebootsflottille du 1er mars 1945 au 8 mai 1945 (Unité combattante).

## Commandement sous le Troisième Reich
- Oberleutnant zur See Otto-Heinrich Nachtigall du 22 mars 1944 au 16 juillet 1944.
- Oberleutnant zur See Hermann Koopmann du 17 juillet 1944 au 9 mai 1945.